# Chiesa della Madonna del Rosario (Roma)
La chiesa della Madonna del Rosario è una chiesa di Roma, nel quartiere Trionfale , in via Alberto Cadlolo, sul monte Mario.

## Storia
Fu fatta costruire nel 1628 dall'umanista romano Giovanni Vittorio de Rossi nella vigna di sua proprietà in cima a Monte Mario. Nel 1651 venne ampliata dai frati del monastero di Sant'Onofrio, a cui la chiesa era passata in proprietà, e i lavori furono affidati all'architetto Camillo Arcucci. Abbandonata per un certo periodo, all'inizio del XVIII secolo fu nuovamente restaurata e ampliata, nel 1726, dall'architetto Filippo Raguzzini, che rinnovò la facciata e gli interni. Dopo le rovine e l'abbandono prodotto dalle armate napoleoniche, la chiesa fu fatta restaurare da Gregorio XVI, che vi aggiunse la doppia rampa di scale. Parrocchia dal 1828 al 1904, dal 1931 l'annesso convento ospita una comunità di domenicane di clausura. Vi si conserva l'autoritratto della suora domenicana Anna Vittoria Dolara (1764-1827).

## Descrizione

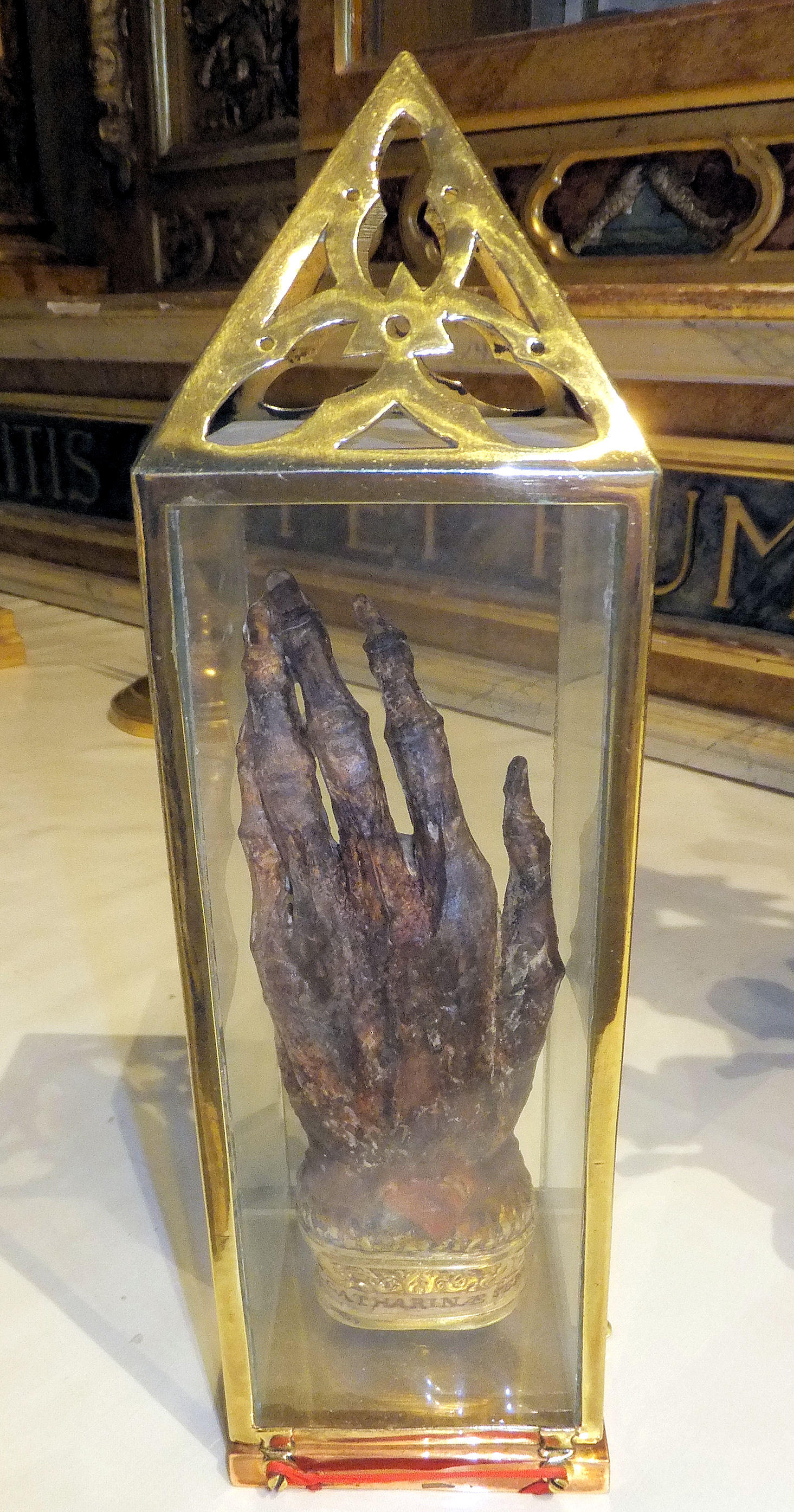
Mano sinistra di santa Caterina

Come detto, una duplice rampa di scale conduce alla facciata, ad un solo ordine e tripartita da lesene ioniche; in essa è murata una lapide che ricorda la presenza nel convento tra il 1862 ed il 1866 del compositore Franz Liszt. La chiesa è sormontata da una cupola ed affiancata da un piccolo campanile
L'interno è a pianta ellittica, con altare maggiore e due cappelle per lato. All'altare maggiore, racchiusa in una nicchia con cornice di stucco, vi è la statua della Madonna del Rosario. Tra le opere di maggior pregio conservate nella chiesa vi sono:
- una Madonna col bambino, tela di Antoniazzo Romano del XV secolo;
- una tela raffigurante San Domenico e Santa Caterina da Siena di Michelangelo Cerruti;
- una tavola di legno dipinta, icona bizantina del VII-VIII secolo, detta la Madonna di san Luca, perché attribuita, secondo la tradizione, all'evangelista; è presente a Roma dal 1219.

Nel monastero si conserva la mano sinistra di santa Caterina da Siena.